# Libro della Corte Gialla

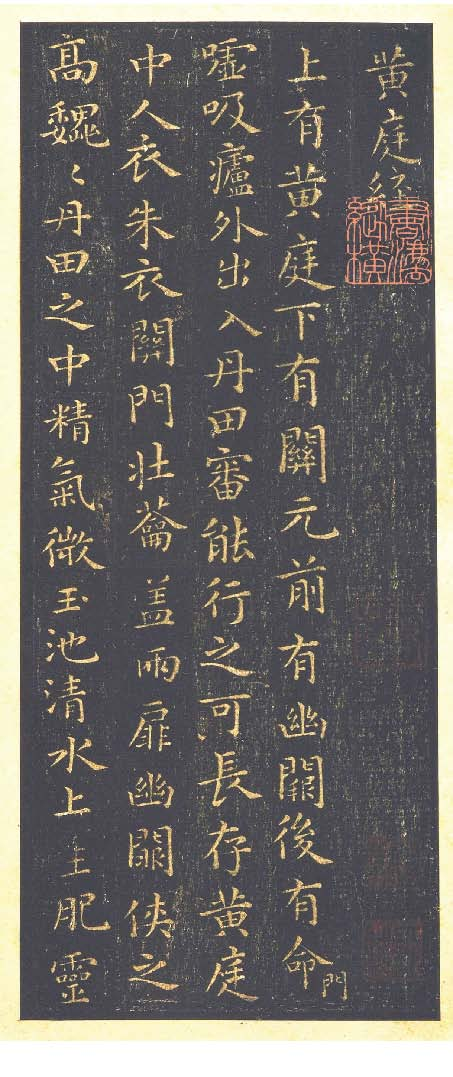
Parte di una stampa su pietra della Dinastia Song del manoscritto di Wang Xizhi del Libro della Corte Gialla.

Il Libro della Corte Gialla (黃庭經, Huangting jing) è un testo fondamentale della meditazione taoista. Esso esiste in due principali versioni: un testo esterno (wai jing, 外經) e un testo interno (nei jing, 內經), entrambi caratterizzati da versi di sette caratteri e attribuiti a rivelazioni di divinità superiori. Il testo descrive il corpo umano attraverso immagini simboliche di energie, spiriti, torri e camere, fornendo una base per la pratica della visualizzazione, della circolazione dell'energia e dell'allineamento con i corpi celesti.
Il Huangting jing ha influenzato profondamente il pensiero daoista e la medicina tradizionale cinese. La sua combinazione di pratiche meditative, visualizzazioni e tecniche di longevità lo ha reso un punto di riferimento per i praticanti della spiritualità cinese.
Nel corso dei secoli, il testo è stato trascritto, commentato e reinterpretato, mantenendo una posizione di rilievo nel panorama della letteratura religiosa e filosofica della Cina. Oggi, continua a essere studiato sia in ambito accademico che nelle tradizioni daoiste pratiche.

## Storia e contesto
Il Huangting jing risale al periodo medievale cinese ed è particolarmente associato alla scuola daoista Shangqing (上清, "Somma Purezza"). La sua versione più antica, il Libro della Corte Gialla dell’Interno (Huangting neijing jing, 黃庭內景經), risale alla metà del IV secolo d.C. ed è stata una delle opere più influenti di questa tradizione.
Durante la dinastia Tang (618-907 d.C.), il testo ha ricevuto importanti commentari che ne hanno ampliato l'interpretazione e l'uso nella pratica daoista. Inoltre, il testo è stato spesso copiato da maestri calligrafi, tra cui il celebre Wang Xizhi (303-361 d.C.), che si dice abbia trascritto il testo una volta in caratteri regolari. Nel XVII secolo, il pittore e calligrafo Bada Shanren (1626-1705) realizzò una propria trascrizione del testo, ispirandosi alla tradizione calligrafica del IV secolo.

## Contenuto e significato
Il Huangting jing è composto da 435 versi suddivisi in 36 stanze di lunghezza irregolare. Il testo non fornisce istruzioni esplicite, ma suggerisce metodi per armonizzare il corpo e la mente attraverso la meditazione e il controllo delle energie interne (qi).
Tra i temi principali vi sono:
- La visualizzazione interiore, con immagini poetiche del corpo umano visto come un microcosmo divino[2].
- Il rafforzamento della vitalità, attraverso la recitazione del testo e la coltivazione dello spirito[2].
- L’allineamento con le forze cosmiche, per prolungare la vita e ottenere l’immortalità[3].

La prima strofa funge da una sorta di introduzione generale:
Il Sommo Sovrano della Giada Alba del Grande Dao

Dimorava con facilità nel Palazzo degli Stami e delle Perle, componendo versi in metro a sette sillabe,

Dispensando il cambiamento alle Cinque Forme e trasformando le diecimila divinità.

Questi compongono il Sutra della Corte Gialla e sono chiamati 'Versi Interni,'

Che armonizzano il cuore e fanno ballare gli embrioni immortali nei Campi di Cinnabarra Tripla,

Facendo brillare e risplendere i Nove Respiri ed emergere dall’empireo del cervello,

E le pupille degli occhi sotto le cappe divine delle sopracciglia emettono una nebbia viola.

Questo è chiamato il Testo di Giada che può essere scrutato con un cuore puro:

Recitandolo diecimila volte si ascenderà al Triplo Cielo,

Con esso si possono dissipare le mille calamità e curare le cento malattie,

E indomito dalle terribili predazioni di tigri e lupi,

Si può anche sconfiggere la vecchiaia e prolungare i propri anni per sempre.»

## Uso nella pratica daoista
Fin dalla sua apparizione, il Huangting jing è stato recitato e cantato come parte delle pratiche daoiste. Secondo la tradizione, il testo stesso possiede una potenza celeste e, attraverso la sua ripetizione costante, è possibile raggiungere uno stato di equilibrio spirituale e fisico.
Il testo è anche strettamente legato alla nozione dei Tre Campi di Cinnabro (dantian, 丹田), centri energetici del corpo umano nella tradizione alchemica daoista. L’armonizzazione di questi centri attraverso la meditazione e la recitazione del testo avrebbe lo scopo di coltivare l’energia vitale (jing, 精), il respiro (qi, 氣) e la coscienza spirituale (shen, 神).